# Fred W. Green

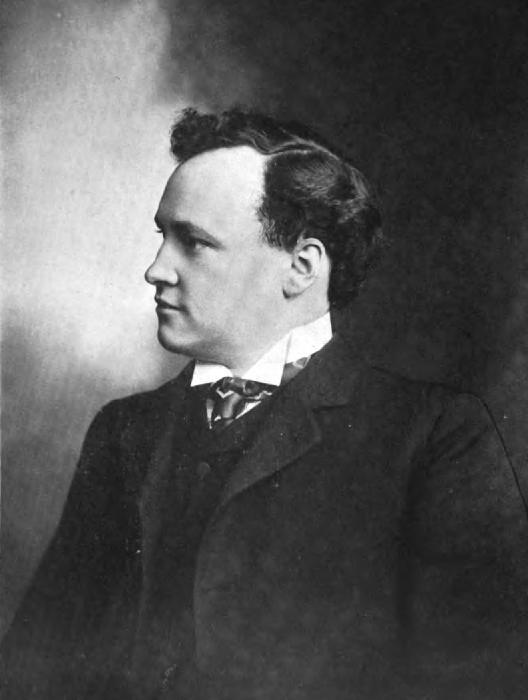
Fred W. Green (1900)

Fred Warren Green (* 19. Oktober 1871 in Manistee, Michigan; † 30. November 1936 in Munising, Michigan) war ein US-amerikanischer Politiker und von 1927 bis 1931 der 31. Gouverneur von Michigan.

## Frühe Jahre
Green besuchte bis 1893 die Michigan State Normal School. Danach studierte er bis 1898 an der University of Michigan Jura. Am Spanisch-Amerikanischen Krieg des Jahres 1898 nahm er als Oberleutnant teil. Nach dem Ende des kurzen Krieges wurde er Anwalt der Stadt Ypsilanti. Gleichzeitig vertrat er juristisch die Firma Ypsilanti Reed Furniture Company. Später kaufte er diese Firma auf und wurde selbst Firmeninhaber. Im Jahr 1904 verlegte er dann seinen Wohn und Firmensitz in die Stadt Ionia.

## Politischer Aufstieg
Im Jahr 1912 war er erstmals Delegierter auf einem Bundesparteitag seiner Republikanischen Partei. Dort wurde William Howard Taft erneut zum Präsidentschaftskandidaten nominiert. Zwischen 1913 und 1916 war Green Bürgermeister von Ionia. Außerdem war er von 1915 bis 1919 Schatzmeister der Republikanischen Landespartei von Michigan. Im Jahr 1920 war er erneut auf dem Bundesparteitag seiner Partei auf dem Warren G. Harding für die Präsidentschaft nominiert wurde. In den Jahren 1928, 1932 und 1936 war er ebenfalls als Delegierter auf den Bundesparteitagen seiner Partei.

## Gouverneur von Michigan
Am 2. November 1926 wurde Green als Kandidat seiner Partei zum neuen Gouverneur seines Landes gewählt. In den Vorwahlen hatte er sich gegen den Amtsinhaber Alex Groesbeck durchsetzen können. Green trat sein neues Amt am 1. Januar 1927 an. Nach einer Wiederwahl im Jahr 1928 konnte er bis zum 1. Januar 1931 im Amt bleiben. In dieser Zeit wurden die Strafgesetze des Landes überarbeitet und die Finanzierung für ein Programm zum Ausbau der Krankenhäuser im Land sichergestellt. Außerdem entstanden sieben neue staatliche Erholungsanlagen (state parks) und das Arbeitsschutzgesetz wurde verbessert. Auf dem Gebiet des Haushaltswesens wurde ein neues Verrechnungssystem (comprehensive budget system) eingeführt. Das letzte Jahr seiner zweiten Amtszeit wurde von den Folgen des New Yorker Börsenkrachs vom Oktober 1929 überschattet. Die daraus entstandene große Weltwirtschaftskrise erreichte auch Michigan. Als Gouverneur Green am 1. Januar 1931 aus dem Amt schied, hatte die Krise ihren Höhepunkt aber noch nicht erreicht. Dieser folgte in den Jahren 1932 und 1933.

## Weiterer Lebenslauf
Auch nach dem Ende seiner Gouverneurszeit blieb Green politisch aktiv. Wie erwähnt war er 1932 und 1936 Delegierter auf den Bundesparteitagen der Republikaner. Ansonsten widmete er sich seinen privaten Interessen. Fred Green starb im November 1936 an den Folgen eines Herzanfalls. Er war mit Helen Adeline Kelley verheiratet, mit der er ein Kind hatte.